# Richardia scabra

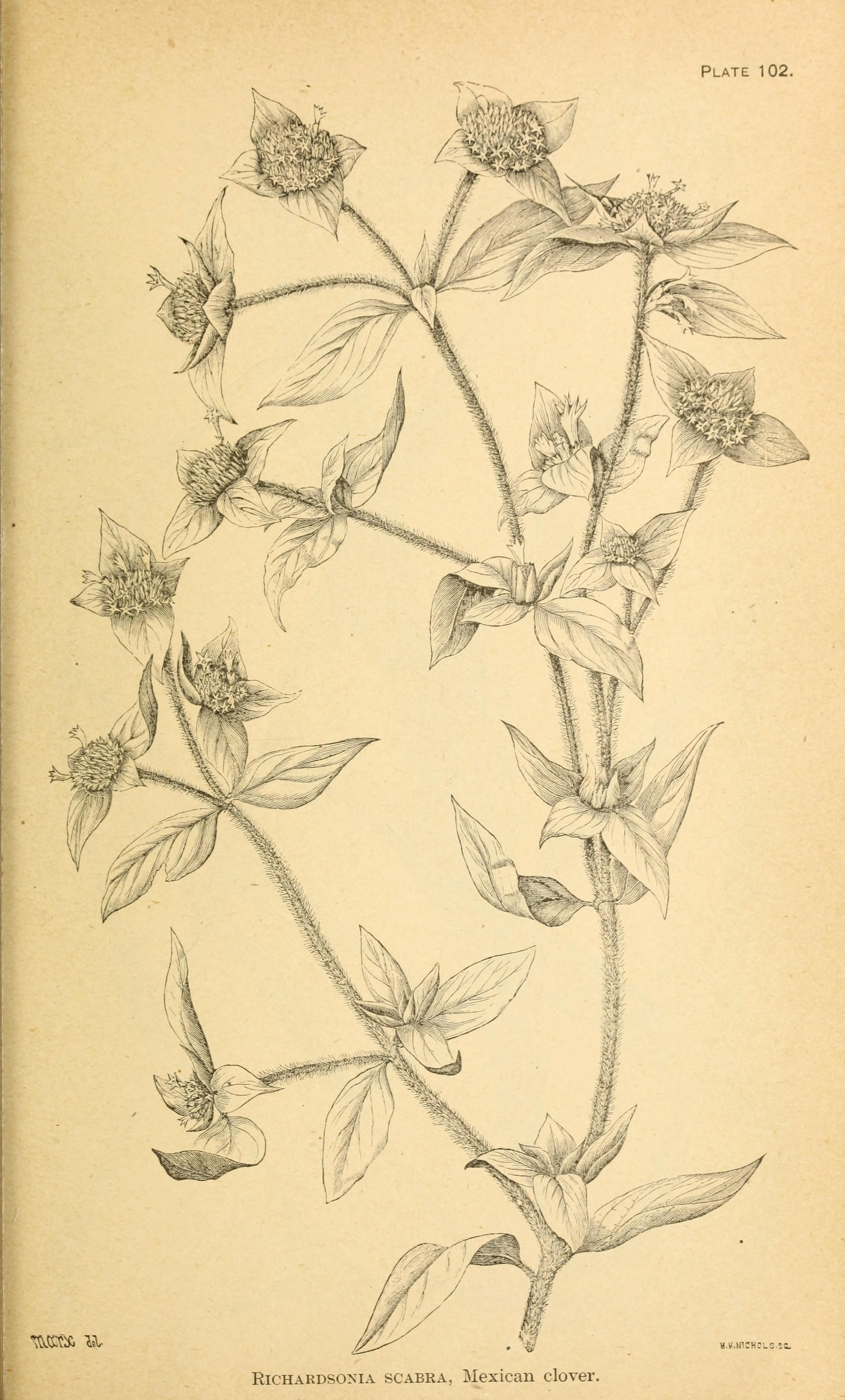
Illustration

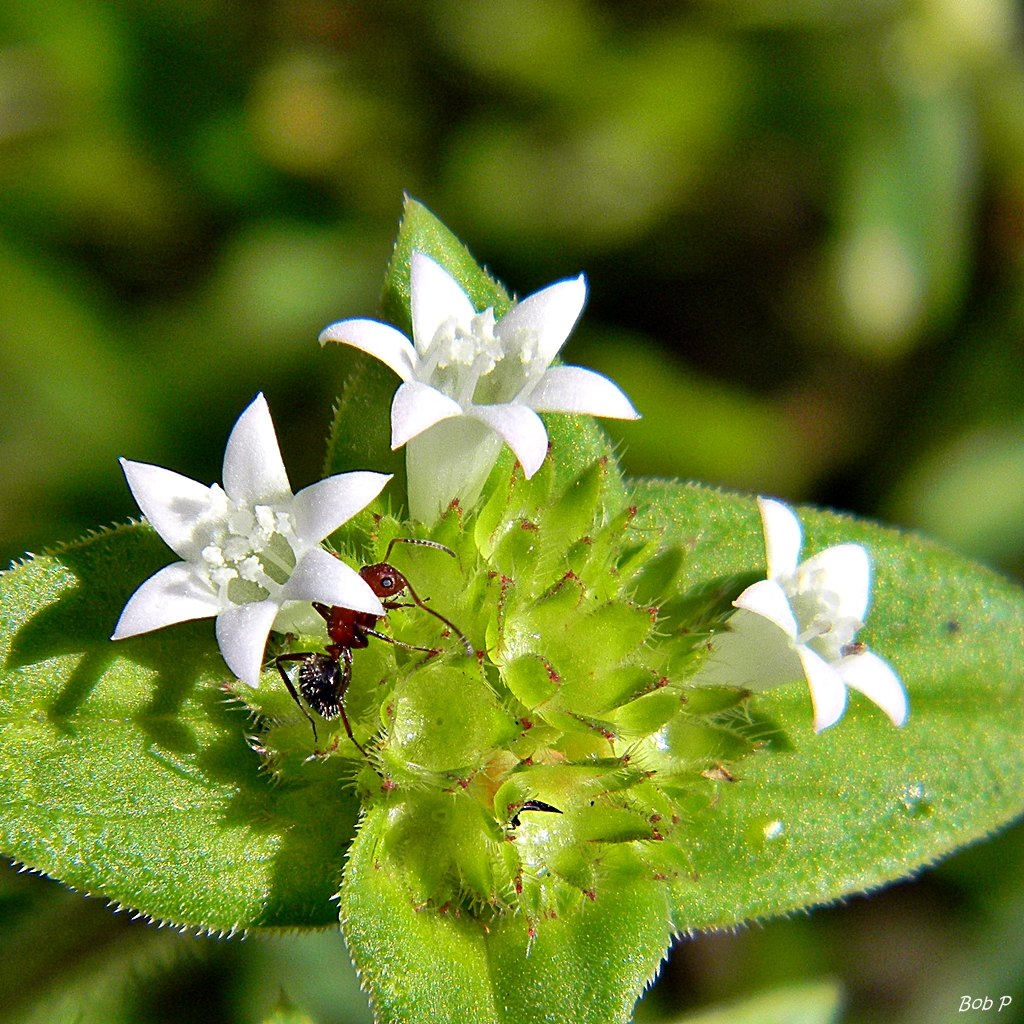
Blütenstand

Richardia scabra ist eine Pflanzenart in der Familie der Rötegewächse aus dem mittleren bis nördlichen Südamerika, Mittelamerika bis in den Süden der USA. Der Gattungsname ehrt den englischen Arzt und Botaniker Richard Richardson (1663–1741).

## Beschreibung
Richardia scabra wächst als aufsteigende bis oft niederliegende, meist einjährige krautige Pflanze bis 50(80) Zentimeter hoch, bleibt aber oft einiges niedriger. Die grünen bis rötlichen Stängel sind langborstig.
Die einfachen Laubblätter sind gegenständig und kurz gestielt. Die Blattspreite ist ganzrandig, stumpf bis bespitzt bis spitz, schuppig, rau sowie besonders am Rand borstig und eiförmig bis verkehrt-eiförmig. Es sind kleine, verwachsene und borstig bewimperte, teils fransige Nebenblätter vorhanden.
Die weißen, zwittrigen, fünf- bis sechszähligen und sehr kleinen, sitzenden Blüten mit doppelter Blütenhülle stehen in end- oder achselständigen, vielblütigen, gestielten Köpfchen, welche von 2 bis meist 4 sitzenden, wenn mehr als zwei; kreuzgegenständigen, und borstigen Hochblättern unterlegt sind. Die Kelchzipfel sind borstig bewimpert und sitzen an einem kleinen Blütenbecher. Die Krone ist trichterförmig mit kleinen, dreieckigen und ausladenden Zipfeln. Die kurzen Staubblätter sind am Schlund inseriert. Der unterständige Fruchtknoten ist drei–, vierkammerig und die Narbe ist gelappt. Es ist ein kleiner Diskus vorhanden.
Es werden sehr kleine, ledrige und drei-, vierteilige, feinwärzliche Spaltfrüchte mit beständigen Kelchzipfeln an der Spitze gebildet. Die nicht öffnenden Nüsschen, Merikarpien sind kegelstumpfförmig, feinwärzlich und mit zwei Längsfurchen auf einer Seite.

## Verwendung
Die Wurzeln werden wie die Brechwurzeln verwendet.